# Phú Nghĩa (eiland)
Phú Nghĩa (of Hòn Trọc, Hòn Ngọc) is een eiland in de archipel Côn Đảo, een archipel in de Zuid-Chinese Zee. Het eiland behoort tot de provincie Bà Rịa-Vũng Tàu, een van de provincies van Vietnam. Het heeft een oppervlakte van ongeveer 0,4 km².